# Kata
Kata (型, かた, kata) is een term uit de Japanse zelfverdedigingskunsten en vechtsporten zoals karate, jiujitsu, judo en in deze betekent het 'vorm'. Een kata is een individuele stijloefening met een reeks vastgelegde bewegingen, uitgevoerd tegen 4 tot 8 denkbeeldige tegenstanders, die uit verschillende richtingen aanvallen. Het is een gedetailleerde reeks vooraf vastgestelde stoot-, trap- en afweertechnieken in zelfverdediging, die kan bestaan uit tientallen zeer uiteenlopende bewegingen en technieken. De gehele kata duurt gewoonlijk, afhankelijk van welke kata men loopt, zo'n 1 à 2 minuten.
Kata (meervoud is hetzelfde als enkelvoud, aangezien het uit het Japans komt) hebben allemaal een naam. Vaak heeft deze de naam van de symboliek die achter de kata steekt, bijvoorbeeld 'het fort bestormen', 'de halve maan', 'de ruiter te paard', 'de vlucht van de zwaluw', 'de kraanvogel', 'de handen in de wolken', 'tien handen', '24 richtingen'. Dit zijn vertalingen; uiteraard worden de kata altijd met hun Japanse naam benoemd zoals Heian Shodan, Chi-i no kata, Kanku Dai, Hangetsu, Naihanchi,, Sansai no kata, Kushanku, Wankan, om er maar enkele te noemen. Er bestaan erg veel verschillende kata. Iedere stijl kent zo'n 10 tot 25 verschillende kata. Vaak worden kata door meerdere stijlen beoefend (al dan niet met kleine verschillen) en soms hebben stijlen hun eigen specifieke kata. In het karate alleen al bestaan er in totaal meer dan 60 verschillende kata.

## Doel van de kata
Het voornaamste doel van de kata is om deze technieken uitvoerig te oefenen en hierbij te streven naar perfectie in uitvoering. Men zegt ook wel dat alle kata samen 'de encyclopedie' van de vechtsport (bijvoorbeeld karate) vormen. Verder leert men een goede houding en balans door het uitvoeren van kata. Traditioneel zijn de kata vormen waarmee budo-stijlen hun curriculum vastlegden en bewaarden. Een kata kan door een individu worden uitgevoerd, maar ook met één of meer partners. Vaak wordt een individuele kata in de dojo door een groep leerlingen uitgevoerd. Verder zijn er zowel kata die ongewapend als die met wapens worden uitgevoerd. Voor de training of als demonstratie kan een kata ook worden uitgevoerd met echte 'tegenstanders'. Dit heet bunkai.
Daarnaast worden kata-wedstrijden gehouden, waarbij twee verschillende systemen mogelijk zijn. In het eerste systeem nemen twee tegenstanders het tegen elkaar op door tegelijkertijd of om de beurt een kata naar keuze te lopen. Drie scheidsrechters bekijken het verloop van beide kata en beoordelen het naar aanleiding van een aantal criteria. Als beiden klaar zijn, steken de drie scheidsrechters de vlag op met de kleur van degene die in hun ogen het beste resultaat heeft behaald. Er is dus altijd een winnaar, nooit een gelijkspel.
In het andere systeem loopt iedere deelnemer individueel zijn kata, waarna de scheidsrechter daarvoor punten geven. Als alle deelnemers aan de beurt zijn geweest, heeft degene met de hoogste punten gewonnen. Op sommige belangrijke toernooien wordt er met vijf scheidsrechters gewerkt, en worden het hoogste en laagste punt niet meegerekend bij het bepalen van de eindscore. Dit om de mogelijkheid van beïnvloeding door een enkele scheidsrechter te voorkomen.

## Uitvoering
Bij het uitvoeren van de kata zijn de houding en de passen, naast ritme en kime, zeer belangrijk. Op de sterkste/belangrijkste punten van een kata wordt een "ki-ai" gedaan. Dit is een schreeuw die de kracht van de aanval of verdediging op dat moment versterkt. Een kata kan op diverse manieren worden uitgevoerd: 1) de trainer telt in het Japans (verschillend bij andere stijlen) en men moet de stappen van de kata op het ritme van het tellen doen. Hierbij hoort de karateka vaak ook aan de toonhoogte (zacht of hard) van het tellen of hij de techniek met kracht moet doen (of snel, langzaam etc.). 2) de tweede manier is het zelfstandig lopen van de kata (dat over het algemeen vaker gebruikt wordt), hierbij zegt de trainer "hashime" en de karateka moet de kata dan zelfstandig en met de juiste snelheid en kracht (kime) doen. Net zoals bij dansen de danspassen vaak met voetjes worden afgebeeld, wordt dit ook vaak bij kata gedaan. Verder zijn er ook posters waarop diverse kata's uitgebreid zijn getekend, inclusief de essentie van de belangrijkste bewegingen en technieken.
Tegenwoordig kunnen veel kata's op YouTube als compleet filmpje bekeken worden.
Bij de meeste vechtsporten zijn kata een verplicht onderdeel bij de examens voor het behalen van een band. De kata zijn dan onderverdeeld in verschillende niveaus en worden bepaald door de betreffende bond (in Nederland is dat voor Judo en Jiujitsu de JBN en de JKA, IBF en KBN voor Karate).
Niet iedereen is het eens over het nut van het oefenen van kata. De grootste kritiek op de kata is dat het een vechtsportbeoefenaar voorwaardelijke reacties of reflexen leert op aanvallen, terwijl in de omstandigheden van een echte aanval een andere verdediging beter was geweest. De reactie wordt gestuurd door automatisme, niet door het inschatten van de aanval en de situatie eromheen. In een zelfverdedigingssituatie kan dit verkeerd, zelfs fataal aflopen.
Men kijkt hoe de leraar de bewegingen voordoet en doet deze na. Iemand met voldoende lichaamsbeheersing, maar zonder enige vaardigheid in vechtsporten kan op die manier op een lager niveau toch een prima kata laten zien. Op een hoger niveau bestaat het uitvoeren van een kata uit veel meer dan het nadoen van een aantal fysieke handelingen.
Als oefening voor de lichaamsbeheersing heeft de kata nut, maar het is een illusie, mogelijk zelfs een gevaarlijke, dat een goede beheersing van de kata gelijkstaat aan een goede beheersing van de vechtkunst, daar het slechts een van de aspecten is die deel uitmaken van een vechtkunst. Andersom zullen beoefenaars die de vechtkunst goed beheersen in het algemeen voldoende training hebben om ook de kata goed te kunnen.

## Koreaanse vechtkunsten
Ook diverse Koreaanse vechtkunsten kennen kata, alleen worden ze daar aangeduid met de term poomse of hyung of palké of tageuk of tuls.

## Chinese vechtkunsten
In het Chinese Kung Fu en Wushu kent men ook stijlvormen. Vaak worden ze ook hier kata genoemd, maar aangezien dit een Japans woord is, is het niet op zijn plaats. De gebruikte Chinese term ervoor is Tao Lu Yun Dong (套路運動), of kortweg taolu.

## Westerse vechtkunsten
De meeste westerse vechtkunsten hebben hun wortels in de Oriënt liggen, zodat er ook in die vechtkunsten vaak de Japanse naam kata wordt gebruikt, maar eigenlijk is de term vorm meer op z'n plaats.